# Suhail Hassan
Suheil Salman al-Hassan (árabe: سهيل الحسن) ( Jableh, 1970) es un general del ejército sirio y comandante de la llamadas "Fuerzas Tigre". Se graduó de la academia de la Fuerza Aérea Árabe Siria en 1991 y sirvió en muchas unidades de las Fuerzas Aéreas Árabes Sirias y el Comando de Defensa Aérea, completando varios cursos de entrenamiento. Después de servir en la Fuerza Aérea Árabe Siria y unidades de Defensa Aérea Árabe Siria, se unió al Servicio de Inteligencia de las Fuerzas Aéreas, donde fue responsable de la capacitación de los elementos de la Sección de Operaciones Especiales. Durante la Guerra Civil Siria, el General Suheil al-Hassan ha servido y mandado a sus tropas durante varios compromisos importantes, incluyendo la Operación Estrella Canopus y la batalla por el campo de gas de Shaer, la batalla de Alepo campo y ciudad él es conocido por su apodo como "el tigre", es alaui de la misma religión del presidente sirio Bashar al Assad, y uno de sus más fieles comandantes junto al general Issam Zahreddine, el ministro de Defensa y el hermano del presidente de Siria Maher al Assad ha sido uno de los personajes más nombrados en la guerra civil siria.

## Biografía
Hassan es un alauita. Se dice que tiene un hijo que no ha visto desde el comienzo de la Guerra civil siria. La primera aparición de Hassan en los medios fue en un video de la primavera de 2014, filmado y publicado en línea por el progubernamental Sana TV, que muestra a Hassan visitando a las tropas en el frente de Alepo. Es conocido por su poesía, incluso transmitiendo su propia poemas a los altavoces de sus enemigos, como una advertencia de lo que vendrá si no se rinden. Él dice que siempre trata de dar la oportunidad a sus enemigos de rendirse, pero no tiene piedad si no lo hacen o si lo traicionan.
Hassan rechazó un ascenso para convertirse en general de brigada a fin de continuar dirigiendo a sus tropas directamente en el campo de batalla. Sus tácticas de batalla han sido descritas como el uso de una tierra política chamuscada seguida de atacar posiciones de oposición con redadas casa por casa. Una fuente militar siria afirmó que Hassan "nunca perdió ninguna batalla" con las fuerzas de la oposición siria, pero el Segundo Sitiamiento de Wadi fue visto como una derrota personal para Hassan, mientras que las fuerzas del Tigre bajo el mando de Hassan no pudieron romper las líneas de la fuerza opositora cuando fueron enviadas a Idlib para contrarrestar las ofensivas de la oposición en 2015.
El 25 de diciembre de 2015, el coronel Suheil al-Hassan fue supuestamente ascendido a General, aunque se disputa el rango de Hassan.

## Su carrera antes de la guerra civil siria
En 1991, Suheil al-Hassan se graduó con el rango de teniente de la Academia Militar de Homs. Rápidamente fue incluido en la Unidad de Operaciones Especiales de la Fuerza Aérea Siria, donde supervisaría el entrenamiento y desarrollo de los contingentes paracaidistas sirios del Ejército Árabe Sirio (EAS). Impresionado con la ética de trabajo y la eficacia de Hassan, el Comando Central del Ejército Árabe Sirio lo transfirió a la sede de Inteligencia de la Fuerza Aérea siria; esto coincidió con el aumento de la actividad de Al-Qaeda de 2005-2006. Conocido por ser implacable y prudente, el coronel Hassan se infiltró en las redes de Al-Qaeda dentro de Siria, lo que resultó en el arresto de varios de sus miembros que operaban dentro de las fronteras del país. En 2011, el coronel Hassan fue transferido a las Fuerzas Especiales del EAS (Qawat Al-Khassa), liderando el frente contra Al-Qaeda en Siria, el Jabhat Fateh al-Sham, en las afueras de Latakia en 2013. Su éxito llevó muchos en el Comando Central para recomendar su transferencia a otros frentes. Más tarde pasó su tiempo en Hama hasta que el Comando Central le encargó un proyecto especial en el otoño de 2013: entrenar y liderar una unidad de Fuerzas Especiales que funcionaría principalmente como una unidad ofensiva. El coronel Hassan seleccionó a muchos de los soldados que más tarde formarían las Fuerzas Tigre; esto incluyó a su íntimo confidente y compañero, el Capitán Lu'ayy Al-Sleitan.

## Su carrera durante la guerra civil siria

### Batalla de Ariha (agosto de 2013)
En agosto de 2013, la ciudad estratégicamente importante de Arihah en la gobernación de Idlib recayó en los rebeldes. Suheil al-Hassan dirigió el contraataque en la ciudad. La batalla duró 10 días, y el ejército sirio, respaldado por fuertes ataques aéreos, logró retomar el control de la ciudad, expulsando a los rebeldes.

### Campaña de Alepo (septiembre de 2013 - julio de 2014)
En julio de 2014, la rama siria Al-Qaeda, Jabhat Fateh al-Sham , lanzó una gran ofensiva, dirigida personalmente por su líder supremo, Abu Mohammad al-Julani, en el norte de Hama, amenazando tanto la ciudad de Hama como el aeropuerto militar de Hama, así como la ciudad cristiana de Mhardeh. La situación era difícil para el ejército sirio y al coronel al-Hassan se le asignó la tarea de dirigir todas las operaciones militares en la gobernación para contrarrestar la amenaza de al-Nusra . Los observadores juzgaban que la misión era muy difícil, dado el elevado número de combatientes de Al Nusra y las fuerzas rebeldes comprometidas en la batalla y el hecho de que muchas fuerzas de Hassan todavía estaban en el frente de Alepo. Hassan llegó a la gobernación de Hama a fines de agosto con algunas de sus tropas de élite que tuvieron un impacto inmediato. Las tropas sirias tomaron rápidamente el control de Arzah, Khitab y su base, y terminó el ataque jihadista contra Mhardeh. El contraataque cobró impulso y finalmente revirtió todas las ganancias de los rebeldes, incluido Helfaya en menos de un mes. El ejército continuó su ofensiva, ingresando al territorio rebelde previamente mantenido, sometiendo a fuertes bastiones rebeldes de Lataminah y Kafr Zita], retomando las ciudades estratégicas de Murak, donde el ejército no logró desalojar a los rebeldes durante 10 meses.

### Desierto de Homs y campo de gas Shaer (noviembre de 2014 - marzo de 2015)
A principios de noviembre de 2014, al-hassan participó en la operación para retomar el campo de gas incautado a fines del mes anterior por los yihadistas del Estado Islámico.

### Idlib (abril de 2015 - junio de 2015)
A finales de abril de 2015, se encontraba en la vanguardia de la gobernación de Idlib luchando contra un asalto rebelde masivo contra Jisr al-Shughur. Apareció un video en el que hacía una dura llamada al ministro de Defensa sirio para pedirle suministros que dijera que tenía 800 hombres y necesitaban munición de inmediato, dice que pueden regresar (presumiblemente a la lucha) pero necesitan munición. Col. Jemiel Radoon de los Alcones de al-Ghab, un batallón del Ejército Sirio Libre que intentó bloquear la retirada de Hassan de Idlib, declaró sobre el video: "Lo conozco. Él estaba nervioso. Había perdido la compostura ".
El 13 de junio, uno de los guardaespaldas de Hassan murió por disparos de francotiradores.

### Rompiendo el asedio del aeropuerto de Kuweires (octubre de 2015 - noviembre de 2015)
El aeropuerto militar de Kuweires ubicado en el este de Alepo fue asediado primero por grupos rebeldes en 2013 y luego por el Estado Islámico después de su captura del territorio rebelde al este de Alepo en 2014. Los soldados sirios se escondieron en el interior, repelieron varios intentos del estado islámico de tomar la base. El ejército sirio comenzó una operación militar en septiembre de 2015 retomando algunos puestos cerca de Kweires. A mediados de octubre, Suheil al-Hassan y sus fuerzas tigre comenzaron a avanzar sobre Kweires tomando los pueblos hacia Kuweires. El Estado Islámico atacó y cortó la carretera principal entre Aleppo y Hama durante dos semanas y lanzó un ataque contra la ciudad estratégica de al-Safirah en un intento por desviar al ejército pero fue repelido. El asedio finalmente se rompió el 11 de noviembre después de una ofensiva de casi un mes para cerrar el espacio de 10 millas náuticas entre la posición del ejército y la base aérea. El presidente Bashar al-Ásad felicitó personalmente a Suheil al-Hassan por su papel al romper el asedio de la base aérea.